# Własność Schura
Własność Schura – w analizie funkcjonalnej, przestrzeń Banacha X ma własność Schura, gdy każdy ciąg elementów przestrzeni X zbieżny w słabej topologii (słabo) jest zbieżny w topologii normy (mocno). Nazwa własności pochodzi od Issai Schura, który opublikował w 1921 dowód twierdzenia mówiącego, że przestrzeń ℓ1 ma tę własność (zob. dowód).

## Własności
- Każda przestrzeń o własności Schura jest słabo ciągowo zupełna. Istotnie, niech {\displaystyle (x_{n})_{n=1}^{\infty }} będzie słabym ciągiem Cauchy'ego w przestrzeni Banacha X, która ma własność Schura. Dla każdych dwóch ściśle rosnących ciągów liczb naturalnych {\displaystyle (n_{k})_{k=1}^{\infty },(m_{k})_{k=1}^{\infty }} ciąg

{\displaystyle (x_{n_{k}}-x_{m_{k}})_{k=1}^{\infty }}
jest słabo zbieżny do 0. Własność Schura implikuje, że
{\displaystyle \lim _{k\to \infty }\|x_{n_{k}}-x_{m_{k}}\|=0.}
Oznacza to, że ciąg {\displaystyle (x_{n})_{n=1}^{\infty }} jest ciągiem Cauchy'ego w przestrzeni Banacha X, a więc jest on zbieżny.
- Każda domknięta i nieskończenie wymiarowa podprzestrzeń liniowa przestrzeni o własności Schura ma również własność Schura oraz zawiera izomorficzną kopię przestrzeni ℓ1[3].
- Niech X będzie przestrzenią Banacha o własności własność Dunforda-Pettisa, która nie zawiera izomorficznych kopii przestrzeni ℓ1. Wówczas przestrzeń sprzężona X* ma własność Schura[4].

## Związek z przestrzenią ℓ1
Prototypicznym przykładem przestrzeni mającej własność Schura jest przestrzeń ℓ1. Każda domknięta podrzestrzeń przestrzeni ℓ1 ma własność Schura, jednak nie każda (ośrodkowa) przestrzeń o własności Schura zanurza się izomorficznie w ℓ1. Stosowny przykład podprzestrzeni przestrzeni przestrzeni L1 o własności Schura, która nie zanurza się w ℓ1 podali Jean Bourgain oraz Haskell Rosenthal. Bourgain podał przykład przestrzeni Banacha, której każda domknięta nieskończenie wymiarowa podprzestrzeń zawiera izomorficzną kopię przestrzeni ℓ1, która mimo to nie ma własności Schura (inne przykłady pochodzą od Azimiego i Haglera oraz Popowa.